# Okučani
Okučani es un municipio de Croacia ubicado en Eslavonia Occidental, al norte del río Sava. Pertenece al condado de Brod-Posavina. Posee diecisiete asentamientos siendo la localidad homónima su centro municipal.
La ciudad de Okučani está ubicada a 19 km al sureste de Novska y 17 km al oeste de Nova Gradiska.
El actual municipio, creado en 1992, no debe ser confundido con el establecido en agosto de 1991 por los serbocroatas rebeldes y vigente hasta 1995. Sus límites no son coincidentes.
Desde agosto de 1991 a mayo de 1995, el municipio quedó casi totalmente bajo el poder de los rebeldes serbocroatas constituyendo Okučani la capital de la Región Autónoma Serbia de Eslavonia Occidental.

## Geografía
El paisaje del municipio se puede dividir en un sector ondulado y boscoso comprendiendo las alturas de Psunj y un sector de planicie, al norte del río Sava, por donde corren las vías del ferrocarril y la autopista Zagreb – Belgrado (E-70).
Se encuentra entre los municipios de Gornji Bogićevci en el este, Novska en el oeste, Lipik y Pakrac en el norte, Cernika en el noreste, y Stara Gradiška y Jasenovac en el sur.
La municipalidad de Okučani abarca 17 localidades. Su supercicie es de 168,80 km² colocándolo en el primer lugar en el condado. Se encuentra en un desarrollado sistema de comunicaciones vial, sobre el antiguo camino Zagreb – Vinkovci.
Su actividad principal es la agricultura (trigo, maíz, cebada, colza, etc.) y la ganadería (cerdos, bovinos, ovinos).

## Población
Su composición étnica es la que sigue:
| Año       | Croatas | Minorías | Albaneses | Bosniacos | Checos | Húngaros | Macedonios | Polcacos | Romas | Serbios | Ucranianos | Otros |
| 2001      | 3.153   | 1.071    | 14        | 3         | 6      | 3        | 4          | 5        | 0     | 907     | 5          | 124   |
| 2011      | 2.655   | 792      | 7         | 6         | 2      | 2        | 4          | 2        | 5     | 716     | 4          | 44    |
| Evolución | -777    | -498     | -7        | 3         | -4     | -1       | 0          | -3       | 5     | -191    | -1         | -80   |

|                    | Total | Serbios | Croatas | Yugoslavos |
| ------------------ | ----- | ------- | ------- | ---------- |
| Benkovac (Okučani) | 189   | 175     | 2       | 6          |
| Bijela Stijena     | 50    | 11      | 29      | 9          |
| Bobare             | 78    | 77      | 1       | 0          |
| Bodegraj           | 562   | 516     | 17      | 13         |
| Cage (Okučani)     | 420   | 389     | 8       | 12         |
| Čaprginci          | 94    | 94      | 0       | 0          |
| Čovac              | 373   | 354     | 10      | 0          |
| Donji Rogolji      | 99    | 98      | 1       | 0          |
| Lađevac            | 424   | 385     | 24      | 0          |
| Lještani           | 35    | 32      | 3       | 0          |
| Okučani            | 2267  | 1642    | 287     | 184        |
| Šagovina Mašićka   | 354   | 5       | 344     | 4          |
| Širinci            | 54    | 53      | 0       | 1          |
| Trnakovac          | 138   | 131     | 0       | 1          |
| Vrbovljani         | 551   | 476     | 35      | 28         |
| Žuberkovac         | 67    | 61      | 2       | 1          |

Según el censo de 2021, el municipio cuenta con 2.354 habitantes. Sus aldeas componentes cuentan con:
| Municipio/Localidad  | 1948 | 1953 | 1961 | 1971 | 1981 | 1991 | Ene 95 | Jul 95 | Sep 95 | 2001 | 2011 | 2021  |
| -------------------- | ---- | ---- | ---- | ---- | ---- | ---- | ------ | ------ | ------ | ---- | ---- | ----- |
| Municipio de Okučani | 5470 | 5615 | 5810 | 6203 | 5851 | 5712 | s.d.   | 338    | 1176   | 4224 | 3447 | 2.354 |
| Benkovac             | 243  | 278  | 277  | 277  | 245  | 189  | 274    | 9      | 28     | 171  | 120  | 77    |
| Bijela Stijena       | 194  | 192  | 172  | 147  | 75   | 50   | s.d.   | 28     | 37     | 53   | 30   | 8     |
| Bobare               | 164  | 162  | 173  | 130  | 79   | 78   | s.d.   | 5      | 5      | 20   | 16   | 6     |
| Bodegraj             | 698  | 699  | 713  | 722  | 575  | 562  | s.d.   | 59     | 307    | 506  | 392  | 254   |
| Cage                 | 242  | 251  | 266  | 315  | 373  | 420  | 500    | 7      | 194    | 437  | 426  | 305   |
| Čapriginci           | 139  | 126  | 128  | 136  | 123  | 94   | 90     | 1      | 8      | 13   | 3    | 2     |
| Čovac                | 582  | 583  | 534  | 504  | 438  | 373  | 623    | 19     | 35     | 195  | 139  | 75    |
| Donji Rogolji        | 130  | 125  | 128  | 121  | 113  | 99   | 101    | 10     | 19     | 56   | 40   | 24    |
| Gornji Rogolji       | 221  | 215  | 178  | 181  | 140  | 102  | s.d.   | 4      | 13     | 34   | 26   | 15    |
| Lađevac              | 610  | 592  | 628  | 565  | 465  | 424  | s.d.   | 35     | 157    | 336  | 269  | 184   |
| Lještani             | 102  | 90   | 70   | 63   | 44   | 35   | s.d.   | 4      | 6      | 15   | 19   | 10    |
| Okučani              | 795  | 1021 | 1278 | 1762 | 2047 | 2267 | 6500   | 143    | 323    | 1941 | 1598 | 1.173 |
| Šagovina Mašićka     | 224  | 209  | 231  | 228  | 239  | 209  | s.d.   | 0      | 0      | 18   | 7    | 5     |
| Širinci              | 149  | 145  | 148  | 122  | 87   | 54   | s.d.   | 0      | 0      | 2    | 2    | 0     |
| Trnakovac            | 163  | 151  | 153  | 151  | 119  | 138  | 140    | 10     | 14     | 125  | 126  | 80    |
| Vrbovljani           | 675  | 644  | 607  | 672  | 606  | 551  | 534    | 4      | 30     | 302  | 230  | 135   |
| Žuberkovac           | 139  | 132  | 126  | 107  | 83   | 67   | s.d.   | 0      | 0      | 0    | 4    | 1     |

## Historia
Se conoce que esta área ya era habitada en el siglo VI a. C.. Restos de la época romana fueron hallados en la orilla derecha del río Sloboštine, cerca de Okučani. Excavaciones en Benkovac y Cagam también testifican sobre un asentamiento romano.
A principios de la Edad Media había una posesión feudal de Lišnica cerca del río Lešnica (Leznik, Lješnica), anteriormente llamado así por el río Sloboština. En esta parte del municipio de Okucani todavía hay una aldea denominada Lještani. El propietario de la finca se llamaba Okuč, el padre de Okučac, de donde Okučani recibió su nombre después de la Edad Media.
Una visita canónica de 1334 alrededor del río Sloboština menciona las iglesias: de Santa Catalina, San Ladislao y Santa María.
Con la llegada de los turcos a la zona de Okučani provenientes de Bosnia (alrededor de 1536), se produce un cambio en el sistema religioso y étnico de la población. Junto con los turcos llegan los Valacos y los ortodoxos, abandonando los croatas el área.
Durante la Segunda Guerra Mundial, tuvo lugar entre el 26 y 27 de enero de 1943 un combate en la localidad por parte de la 12.a División Partisana, con posición de partida para el ataque en Bijela Stiene y Rogolji. Asimismo, la Wehrmacht llevaron a cabo las siguientes operaciones en la zona:
- 02/6 de febrero de 1943. Operación Krause I. y II. Al norte de Nova Gradiška - línea ferroviaria Okučani.
- 06/8 de febrero de 1943. Operación Windstoss. Sobre la comunicación Lipik - Okučani - Novska - Banova Jaruga.
- 22/24 de junio de 1943. Operación Petrinja. En el área del triángulo Okučani - Lipik - Banova Jaruga - Novska.
- 02/3 de julio de 1944. Operación Arras. Área del triángulo Lipik - Novska - Okučani.

### Iglesia de San Vito[6]
Debido a la oposición de los pobladores locales contra los croatas, recién se pudo construir una iglesia católica en 1906 pero debió ser más pequeña que la ortodoxa. Se la llamó iglesia de San Vito pero fue demolida el 3 de abril de 1992 por las fuerzas paramilitares serbias durante la ocupación de esta parte de Croacia. Allí se construyó un mercado
La localidad fue liberada el 2 de mayo de 1995 durante la Operación Bljesak, comenzando inmediatamente los preparativos para la construcción de una nueva iglesia parroquial. La primera piedra para la nueva iglesia Paz y Libertad (Mira i Slobode) fue el 13 de agosto de 1995 y bendecida por el arzobispo de Zagreb, el cardenal Franjo Kuharic. La cripta se completó en 1997 y la iglesia en el 2003.
La iglesia tiene 500 m² con 100 m² de habitaciones auxiliares. Su nave central es elíptica. Se erige sobre 12 columnas de altura de 10 m. En la parte central tiene 15 m de altura. La estructura del techo está hecha de 12 bóvedas y la bóveda interior es de portadores laminados.
El campanario tiene 50 m de altura. El campanario fue levantado por miembros del Ministerio de Defensa de la República de Hungría, integrantes del contingente húngaro de la SFOR.

### Guerra de la Independencia

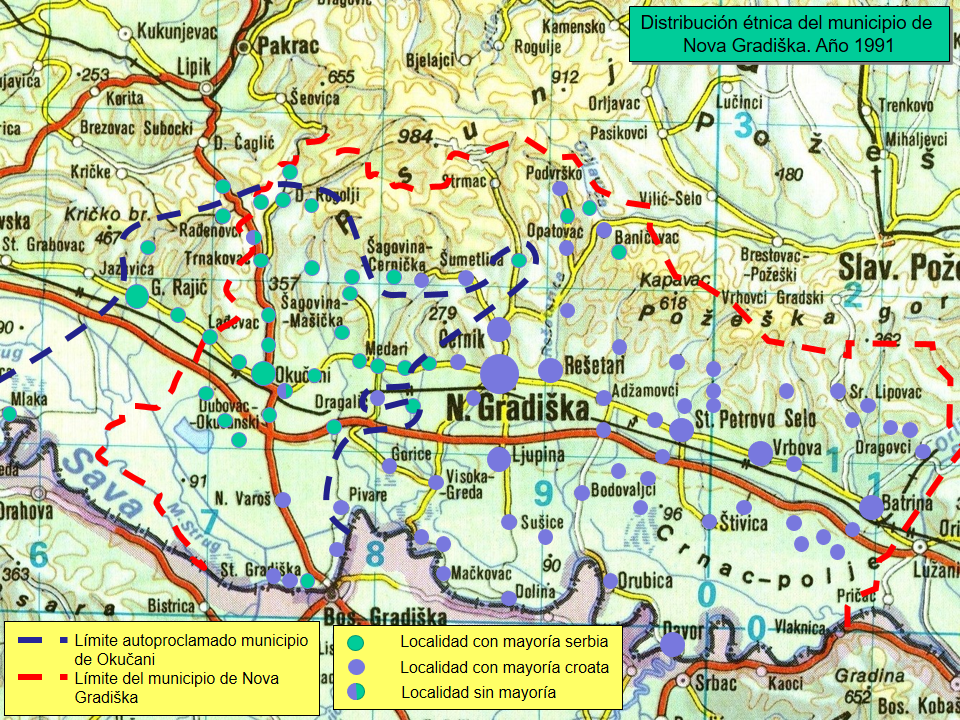
Límites y composición étnica del entonces Municipio de Nova Gradiška (año 1991) y del autoproclamado municipio de Okučani

Como consecuencia de la declaración de la independencia croata de Yugoslavia, el 15 de agosto de 1991 los serbios proclamaron la creación de la municipalidad de Okučani, entidad separada de la de Nova Gradiška y proclamaron la autonomía serbia de Eslavonia Occidental. Intensos combates estallaron en Okučani y sus alrededores el 16 de agosto de 1991. El conflicto continuó con intensidad al día siguiente cuando llegó un batallón de la Brigada Mecanizada JNA 265 de Bjelovar con la idea de constituirse como fuerza de amortiguación pero quedó del lado de los serbios, después de lo cual las fuerzas croatas se retiraron de Okučani.
La localidad (y el municipio), de mayoría serbia, se encontraba en un cruce de caminos que controlaba, por proximidad, la autopista E70, el camino antiguo y el ferrocarril Zagreb - Vinkovci – Belgrado y la ruta a Lipik - Pakrac - Daruvar. Asimismo, el control incluía el acceso desde Bosnia (Banja Luka y Bosanska Gradiška) a través de unos de los pocos puentes existentes sobre el río Sava. 
Los serbios estuvieron rodeados hasta el 4 de septiembre de 1991, las tropas 5.º Cuerpo del Ejército Popular Yugoslavo provenientes de Banja Luka rompieron la defensa croata en el canal Strug y se unieron con las fuerzas estacionadas en Okučani. Desde entonces no se produjeron combates en la localidad aunque sí en sus alrededores como ser en Šagovina Mašićka, Širinci y Žuberkovac. 
Con el alto el fuego del 3 de enero de 1992. acordado en Sarajevo (también conocido como Plan Vance) y la presencia de las tropas de Naciones Unidas, el territorio de municipalidad se mantuvo estable y bajo poder serbio. 
El 1 de mayo de 1995, Croacia lanzó la Operación Bljesak a través del cual toma su control. Entonces se produce una evacuación de la población serbia que huye a Bosnia ante el avance enemigo. Según Naciones Unidas, en enero de ese año, la ciudad tenía 6435 serbios y 65 croatas (total de la ciudad 6500). En julio pasa a tener 56 y 86 y en septiembre 79 y 244 respectivamente.

## Artículo relacionado
Nova Gradiška durante la Guerra de Croacia